# Iablunivka, Kobeleakî
Iablunivka (în ucraineană Яблунівка) este un sat în comuna Kunivka din raionul Kobeleakî, regiunea Poltava, Ucraina.

## Demografie
Componența lingvistică a localității Iablunivka
     Ucraineană (77,14%)
     Rusă (8,57%)
Conform recensământului din 2001, majoritatea populației localității Iablunivka era vorbitoare de ucraineană (77,14%), existând în minoritate și vorbitori de armeană (11,43%) și rusă (8,57%).